# بيهيفيور إنتراكتيف
بيهيفيور إنتراكتيف (بالإنجليزية: Behaviour Interactive Inc.)‏ (بالفرنسية: Behaviour Intéractif Inc.)‏، هي شركة تطوير ألعاب فيديو كندية ، أسست عام 1992م في مدينة كيبك، أشهر ألعابها ديد باي دايلايت.